# El Carrizal, Aldama
El Carrizal är en ort i Mexiko.   Den ligger i kommunen Aldama och delstaten Tamaulipas, i den centrala delen av landet, 400 km norr om huvudstaden Mexico City. El Carrizal ligger 140 meter över havet och antalet invånare är 183.
Terrängen runt El Carrizal är platt. Runt El Carrizal är det mycket glesbefolkat, med 7 invånare per kvadratkilometer. Närmaste större samhälle är Ursulo Galván, 17,1 km söder om El Carrizal. Omgivningarna runt El Carrizal är en mosaik av jordbruksmark och naturlig växtlighet.